# Taq-e Bostan
Koordinaten: 34° 23′ 15,1″ N, 47° 7′ 55,5″ O

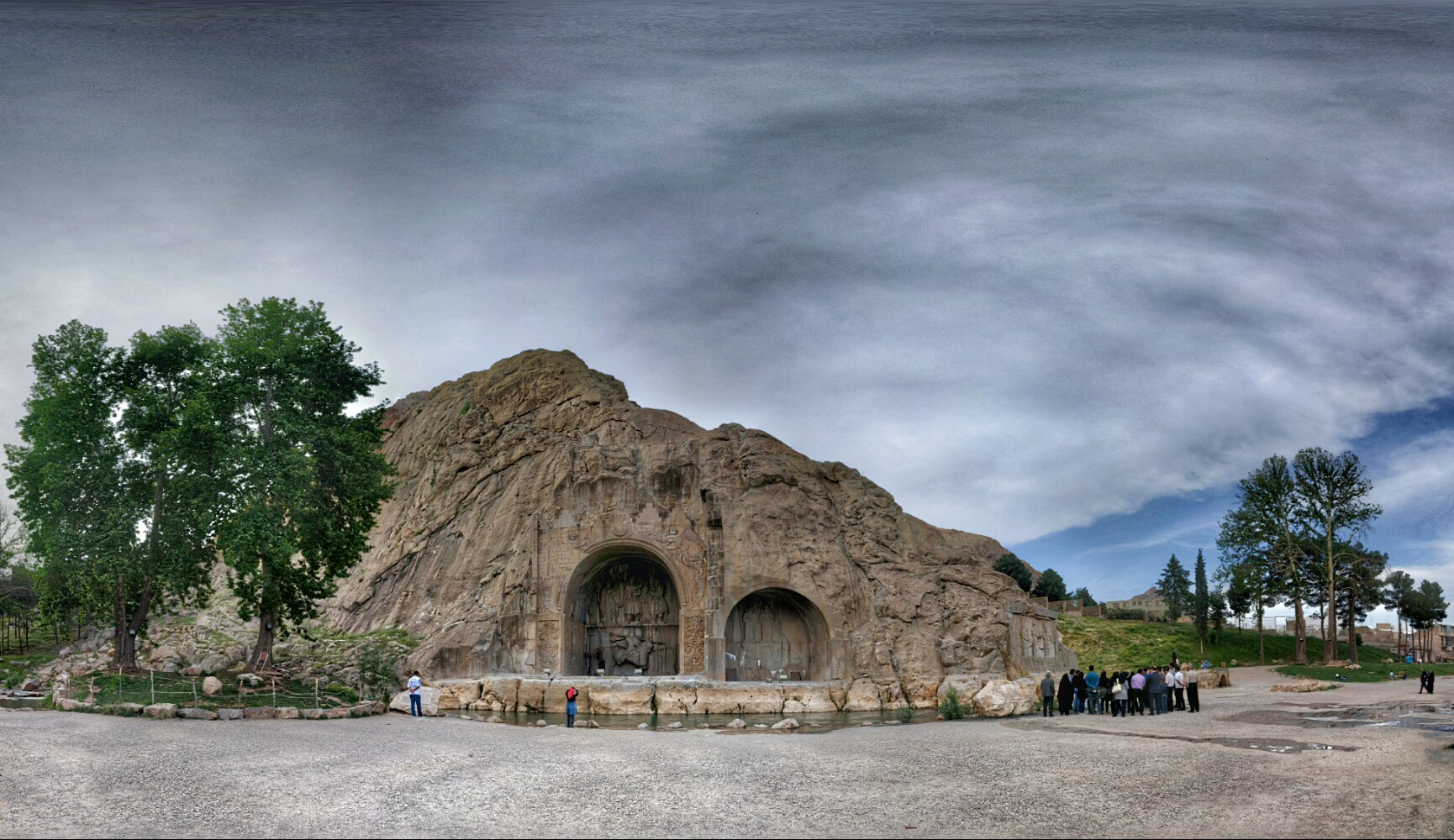
Von links nach rechts: Großer Iwan, kleiner Iwan und rechts außen das Relief mit der Krönungszeremonie Ardaschirs II.

Taq-e Bostan (Tāq-e Bostān), Taq-i-Bustan (auch Taq-i Bostan) oder Taqwasân (persisch طاق بستان, kurdisch Taqwesan) ist ein Ort in der iranischen Provinz Kermanschah mit einer Serie von großen Felsreliefs aus der Ära des Sassanidenreiches, das von 226 bis 650 bestand. Die mit „Gartenbogen“ (von persisch bustān) zu übersetzende Anlage, die einst in einem Paradeisos lag, befindet sich 5 km nordöstlich der Stadt Kermanschah in West-Iran inmitten des nördlichsten Teils des Zagros-Gebirges zwischen den Provinzen Kurdistan und Luristan und gehörte zur historischen Region Medien.
Die Reliefs sind einige der feinsten und am besten erhaltenen Beispiele der sassanidischen Kunst und beinhalten Szenen der Investituren (jeweils die Einsetzung der „Mazda verehrenden Göttlichkeit“ zum König der Könige der Arier und Nicht-Arier, dessen „Geschlecht von den Göttern ist“) von Ardaschir II., Schapur III. und Chosrau II. Wie andere sassanidische Werke betont Tāq-e Bostān mit seinen Bildern die Macht, religiöse Tendenzen, Ruhm, Ehre, die Größe des Könighofes, den Kampf- und Spielgeist, Festlichkeiten, Freude und Jubel.
Die sassanidischen Könige wählten ein schönes Umfeld für die Reliefs entlang eines Rastplatzes der historischen Seidenstraße. Die Reliefs liegen neben einer heiligen Quelle, die in ein Becken am Fuße einer Klippe mündet.
Tāq-e Bostān mit seinen Reliefs ist eines von 30 Relikten der Sassaniden im Zagros-Gebirge. Nach Arthur Pope, dem Gründer des Iranischen Kunst und Archäologie Institutes der USA, war Kunst charakteristisch für die iranischen Menschen und ein Geschenk, das sie der ganzen Menschheit gemacht haben.

## Beschreibung der Werke
Tāq-e Bostān besteht aus einer großen und einer kleinen, in den Fels gehauenen Halle mit bogenförmigen Decken – den so genannten Iwans – und einem großen Relief. Sie illustrieren die Krönungszeremonien Ardaschirs II. und Schapur III. Sie zeigen außerdem auch Jagdszenen von Chosrau II.

### Die Krönungszeremonie Ardaschirs II.

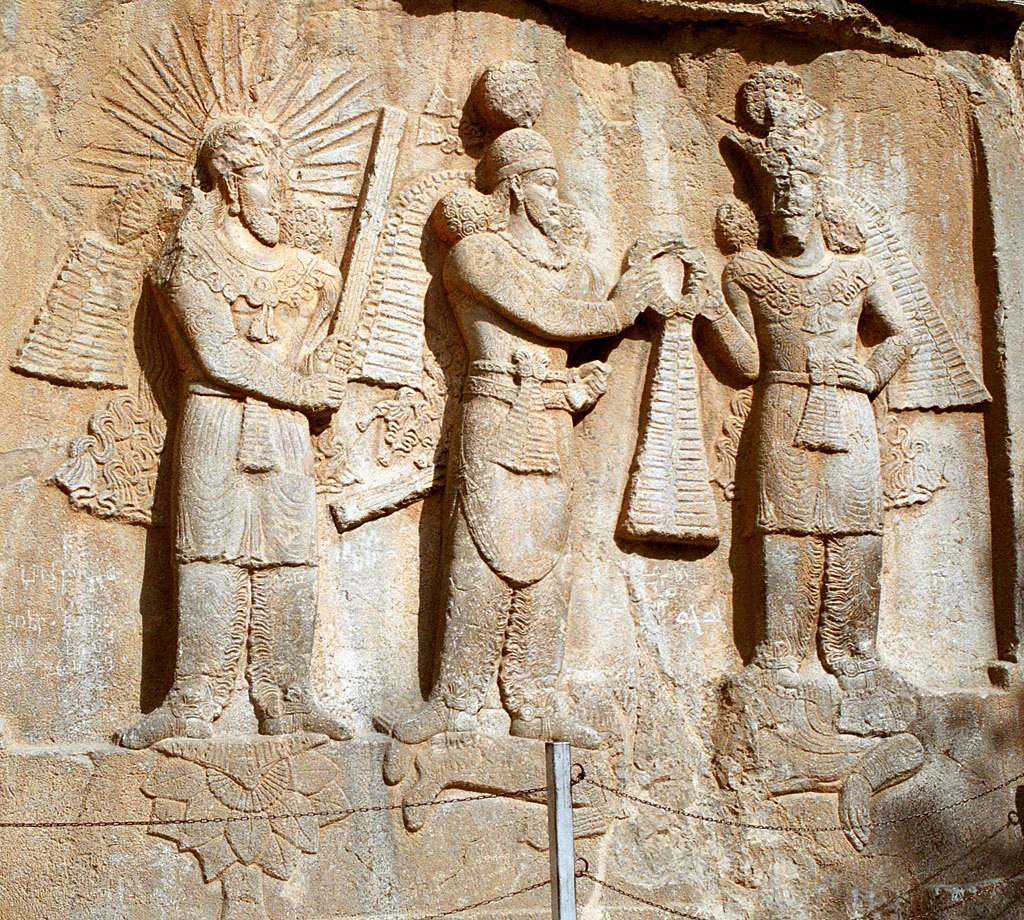
Die Investitur Ardaschirs II.

Das erste Tāq-e Bostān Relief und anscheinend das älteste ist ein Steinrelief der Krönungszeremonie Ardaschirs II. Es besteht aus vier Personen mit Schwertern, Helmen und mit dem Lotos, der von den Iranern kultiviert wurde. Das Werk ist 4,07 m breit und 3,90 m hoch.
Näher betrachtend sieht man, wie detailliert die Künstler gearbeitet haben. Die Figur rechts trägt eine gezackte Krone. Sie hat sich zu der Figur in der Mitte gewandt und hält ihr einen königlichen Ring hin. Die mittlere Figur trägt einen Helm. Beide Figuren tragen Roben, die ihre Körper bis zu den Knien bedecken. Die Roben unterscheiden sich, denn der Saum der Robe der mittleren Figur ist rund. Ihr Helm ist rund und erlaubt es, dass die Haare darunter herabhängen. Links steht eine Figur mit einem Schein um den Kopf und einem Schwert in der Hand. Ihre Füße sind merklich kleiner als die der anderen. Sie trägt zierliche und elegante Schuhe. Ihre kleinen Absätze ruhen auf einem Lotos, was die Absicht des Künstlers zeigt, einen weichen und zarten Untergrund für die zierlichen Schuhe zu schaffen.
Die ganze Szene lässt sich jetzt wie folgt beschreiben: Ardaschir II. in der Mitte erhält von dem Gott Ahura Mazda den Ring als Symbol königlicher Macht. Hinter Ardaschir II. steht Mithras, der Ardaschir II. bei seinen Taten schützte, mit einem Schwert. Mithras war vorher der Schutzgott des parthischen Militärs. Die liegende Figur unter Ardaschir II. ist ein besiegter Römer, möglicherweise der Kaiser Julian.
Nach einer anderen Deutung soll die liegende Figur Haftanbokht aus dem Karnamak-i Ardaschir und die rechte Figur Kayus von Kermanschah, der als lokaler Herrscher von Ardaschir I. (Figur in der Mitte) wieder eingesetzt wurde, sein.

### Die Krönungszeremonie Schapurs III.

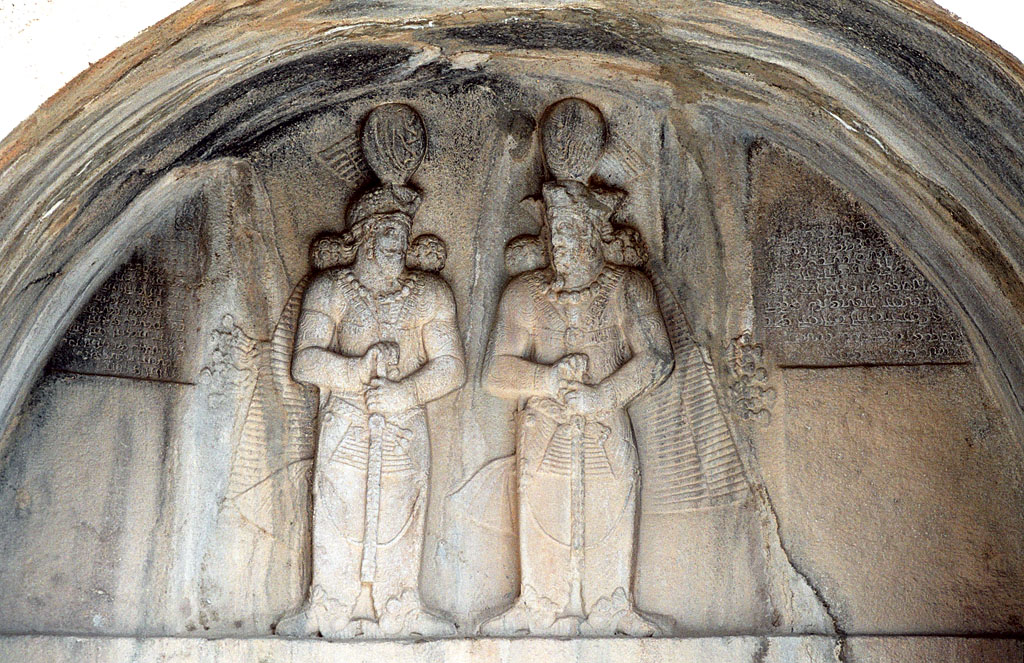
Die zwei Könige Schapur II. (rechts) und Schapur III. (links)

Der kleinere Iwan enthält zwei Pahlaviinschriften und Gravuren Schapurs II. und seines Sohnes, Schapurs III. (regierte 383–388), die einander ansehen. Der Raum des kleineren Iwans ist 6 × 5 × 3,6 m groß. Es wird angenommen, dass der Iwan während der Zeit Schapurs III. erbaut worden ist. Einige datieren die Fertigstellung auf das Jahr 385. Die Pahlaviinschriften stellen eindeutig die beiden Figuren vor. Die Übersetzungen lauten:
Die Inschrift Schapurs II.:

Dies ist die Figur des Gottesanbeters Schapur, des Königs Irans und Anirans (Nicht-Irans) (Ērān ud Anerān), göttliches Geschlecht von Gott. Sohn des guten Gottesverehrers Hormizd II., des Königs Irans und Anirans (Nicht-Irans), göttliches Geschlecht, Enkel des Narseh, der Schahinschah.

Die Inschrift Schapurs III.:

Dies ist die Figur des Gottesanbeters Schapur, des Königs Irans und Anirans, göttliches Geschlecht von Gott. Sohn des guten Gottesverehrers Schapur II., des Königs Irans und Anirans, göttliches Geschlecht.

Die Figuren der zwei Könige sind etwa 3 m groß. Schapur II. steht rechts und Schapur III. links. Beide halten ein langes Schwert, das nach unten zeigt, in ihren Händen. Die rechte Hand liegt auf dem Knauf und die linke ruht auf dem Griff. Beide Figuren tragen lose Hosen, Halsketten, lockige Haare und einen Spitzbart.

### Die Krönungszeremonie Chosraus II.

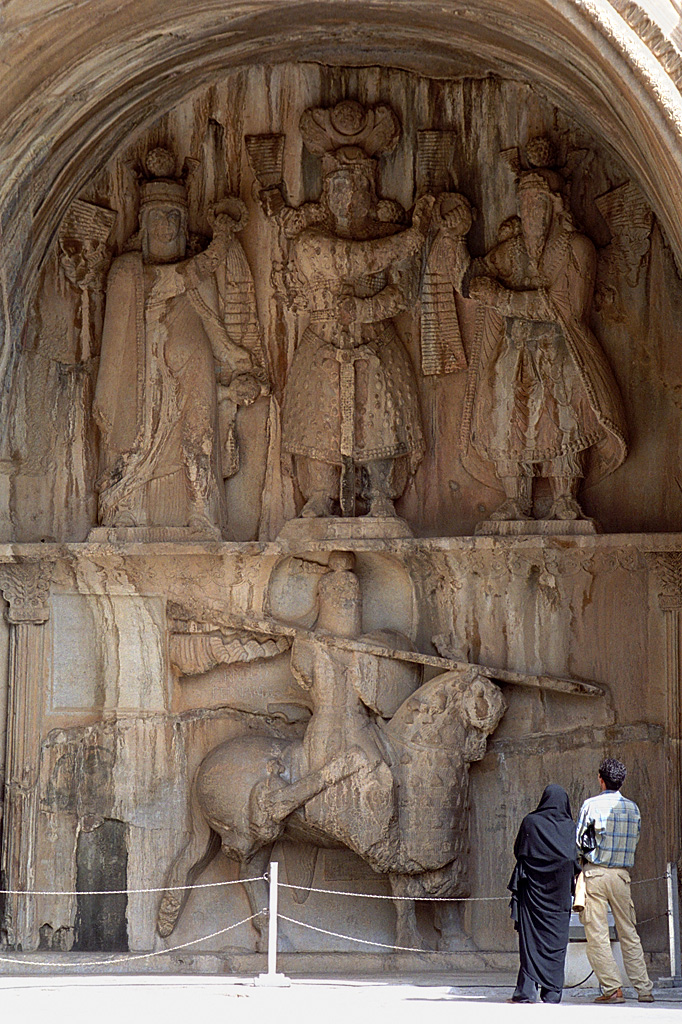
Im oberen Teil befindet sich die Krönungszeremonie Chosraus II. Der untere Teil zeigt Chosrau II. als gepanzerten Reiter.

Die Rückwand des großen Iwans ist zweigeteilt. Oben befindet sich eine Abbildung der Krönungszeremonie Chosraus II. (regierte 591–628) und unten Chosrau II. als Reiter.
Die Zeremonie zeigt in der Mitte Chosrau II., links von Ahura Mazda und rechts von Anahita flankiert. Beide Götter halten Ringe fest. Der König bekommt einen der königlichen Ringe überreicht.
Eines der beeindruckendsten Reliefs innerhalb des großen Iwans ist die gigantische Reiterfigur des Königs Chosraus II. auf seinem Lieblingsschlachtross Schabdiz. Beide sind in voller Rüstung dargestellt. Das Reiterbild ist 7,45 m breit und 4,25 m hoch.
Der äußere Teil des Iwans ist mit Baumreliefs und Engeln verziert. Der Baum symbolisiert den Lebensbaum oder den heiligen Baum.

### Eber- und Hirschjagdszene
Es gibt zwei Jagdszenen auf den Seitenwänden des Iwans. Eine Szene zeigt die königliche Eberjagd und die andere, wie der König Hirsche jagt. Seit der Zeit Kyros’ II. bis zum Ende der Sassaniden war das Jagen eine der beliebtesten Beschäftigungen der iranischen Könige. Deswegen findet man häufig Abbildungen der Jagd neben solchen der Krönungszeremonien.

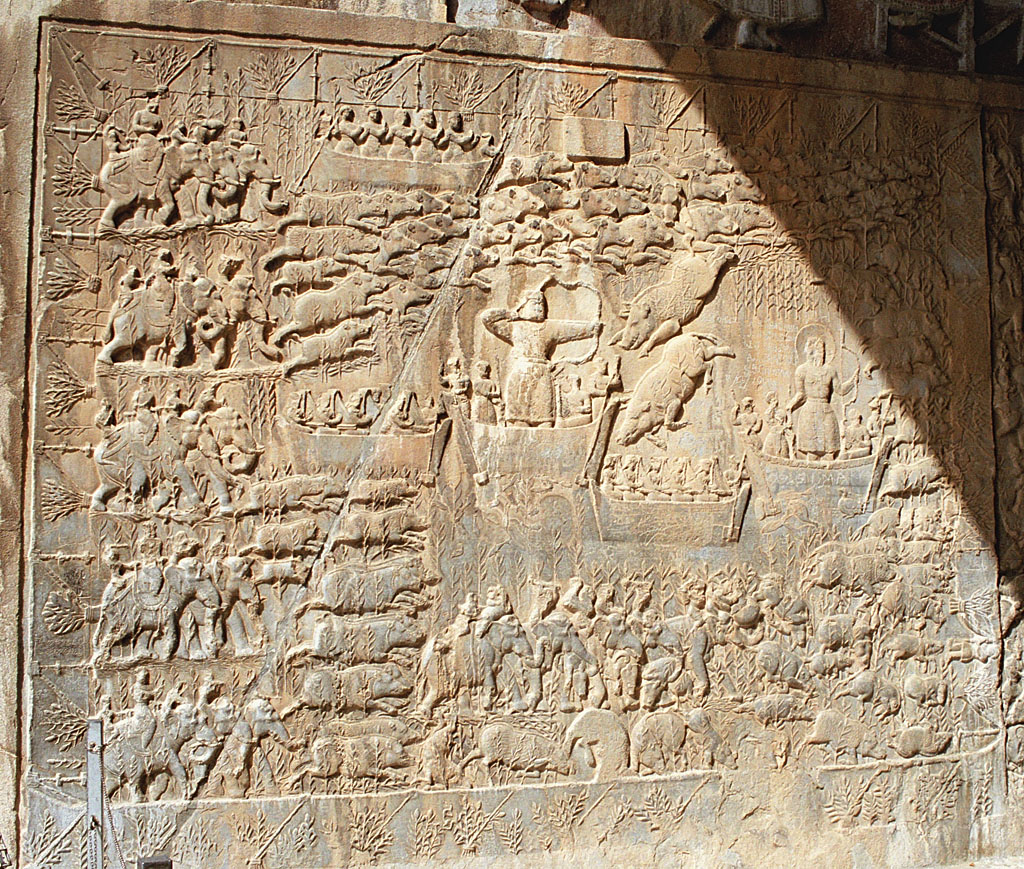
Relief der Eberjagd

Fünf Elefanten scheuchen in der Eberjagdszene die Eber von einem See auf, während der König mit Pfeil und Bogen wartet und Sängerinnen für ihn Musik machen. In der nächsten Szene trägt ein Boot Musikerinnen, die waagrechte Winkelharfen spielen, während im Boot des Königs der führende Musiker mit einer senkrechten Winkelharfe (persisch tschang) zu sehen ist. Der mit Pfeil und Bogen zielende König hat gerade zwei große Eber erlegt. Das nächste Boot zeigt den König mit einem Halo um den Kopf und einem entspannten Bogen stehend – ein Zeichen, dass die Jagd vorüber ist. Unter dem Bild sammeln die Elefanten das Wild auf und legen es auf ihren Rücken. Das Bild ist 6 m breit und 4,25 m hoch. Diese Jagdszene gehört zu den lebendigsten Bildern, die je in Stein verewigt wurden.
Das Bild der Hirschjagd ist 5,9 m breit und 4,35 m hoch. Es zeigt Chosrau im fliegenden Galopp reitend. Hier ist eine Militärmusikkapelle zu sehen. Im mittleren Feld steht in der oberen Reihe links ein Musiker, der vermutlich ein Doppelrohrblattinstrument spielt (nāy, heute surnāy). Der Musiker rechts daneben könnte eine quadratische Rahmentrommel in der Hand halten. Die beiden weiteren Musiker spielen möglicherweise eine der chinesischen sheng ähnliche Mundorgel, die in sassanidischer Zeit mittelpersisch als mustak und später als muschtaq sīnī („chinesische muschtaq“) bekannt war. Zur Militärband auf der rechten Seite, die aus sechs Musikern in zwei Reihen besteht, gehört in der oberen Sitzreihe ein Musiker, der eine Kesseltrommel (kūs) spielt, der nächste bläst eine gerade Langtrompete und der dritte schlägt eine oder zwei kleine Kesseltrommeln (tasa). Von den drei stehenden Musikern in der unteren Reihe spielen zwei gerade Langtrompeten und der rechte eine Sanduhrtrommel (mittelpersisch vermutlich tabīr oder tabīra), die er waagrecht vor seinem Bauch hält.

### Kadscharen-Relief
Tāq-e Bostān enthält auch ein Werk aus frühkadscharischer Zeit, also mehr als 1300 Jahre nach den Sassaniden. Zu sehen ist, wie der Kadscharenkönig Mohammad Ali Mirza, Sohn des Fath Ali Schah, Hof hält. Das Werk, an dem noch deutliche Farbspuren zu erkennen sind, befindet sich an einer Seitenwand des kleineren Iwans.

## Galerie

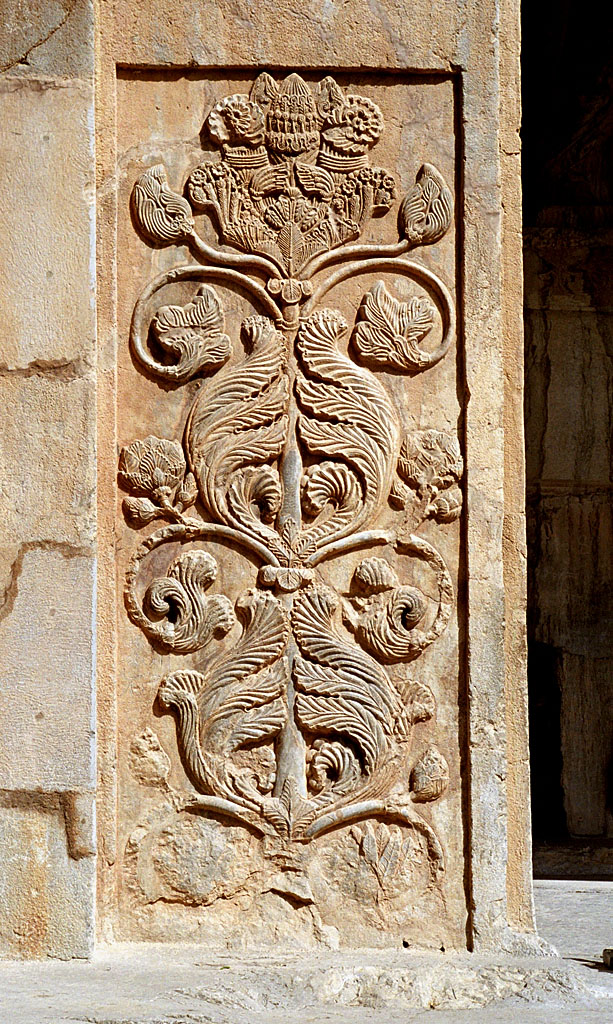
Baum des Lebens
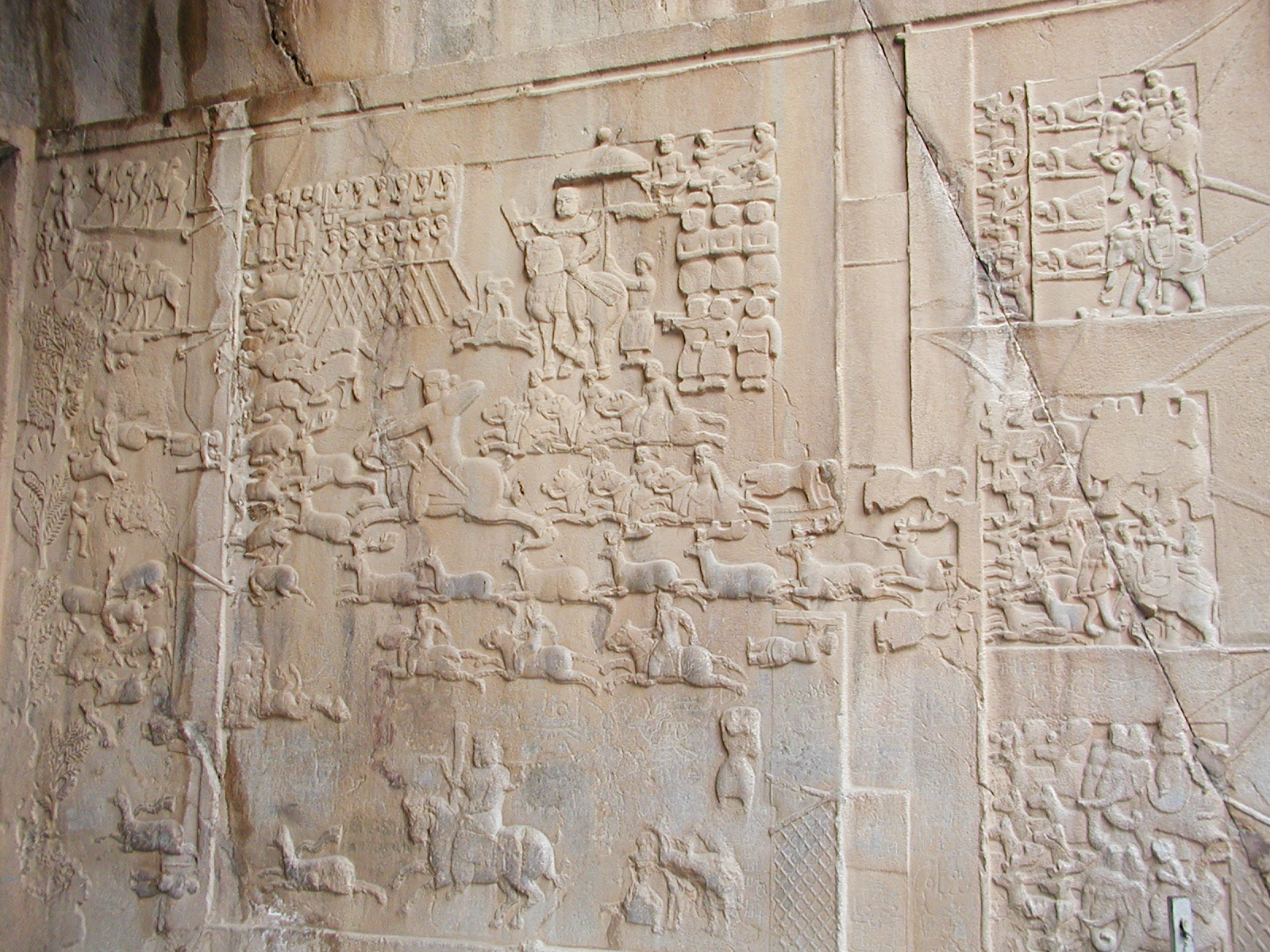
Szene von der Hirschjagd
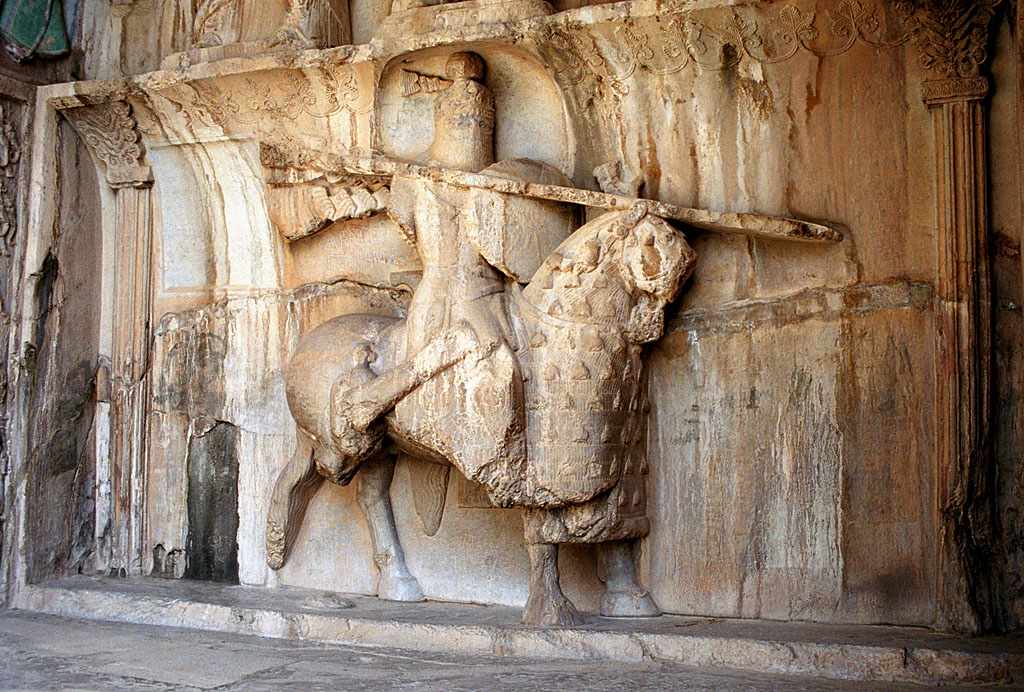
Das Reiterrelief Chosraus II.
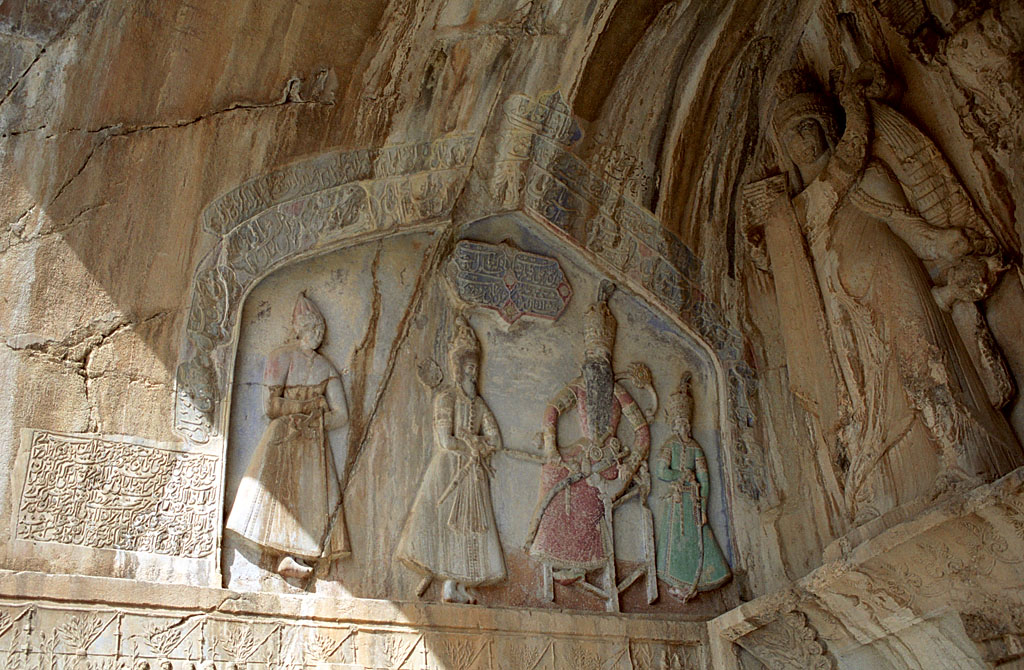
Mohammad Ali Mirza hält Hof